# ヘルツシュプルングの間隙
ヘルツシュプルングの間隙(Hertzsprung gap)は、ヘルツシュプルング・ラッセル図上の特徴である。スペクトル型A5とG0の間、絶対等級+1から-3の間（即ち、およそ1.5太陽質量より大きな質量をもつ恒星の、主系列の最上点から赤色巨星までの間）に恒星のない隙間の領域があることに最初に気付いたアイナー・ヘルツシュプルングに因んで名付けられた。進化途上の恒星がヘルツシュプルングの間隙を横切る時は、中心核での水素核融合を終えたが、水素殻燃焼が始まっていないことを意味する。
恒星がヘルツシュプルングの間隙に存在する時期は確かにあるが、恒星の長い生涯に比べて非常に速くこの領域を通過する（恒星の寿命数千万年に比べて数千年）ため、図中のこの領域は、恒星の密度が小さくなる。実際、ヒッパルコスのミッションで探査対象となった1万1000個の恒星のうち、この領域にあったのは、ごく少数であった。